# لوحات تسجيل المركبات في مصر

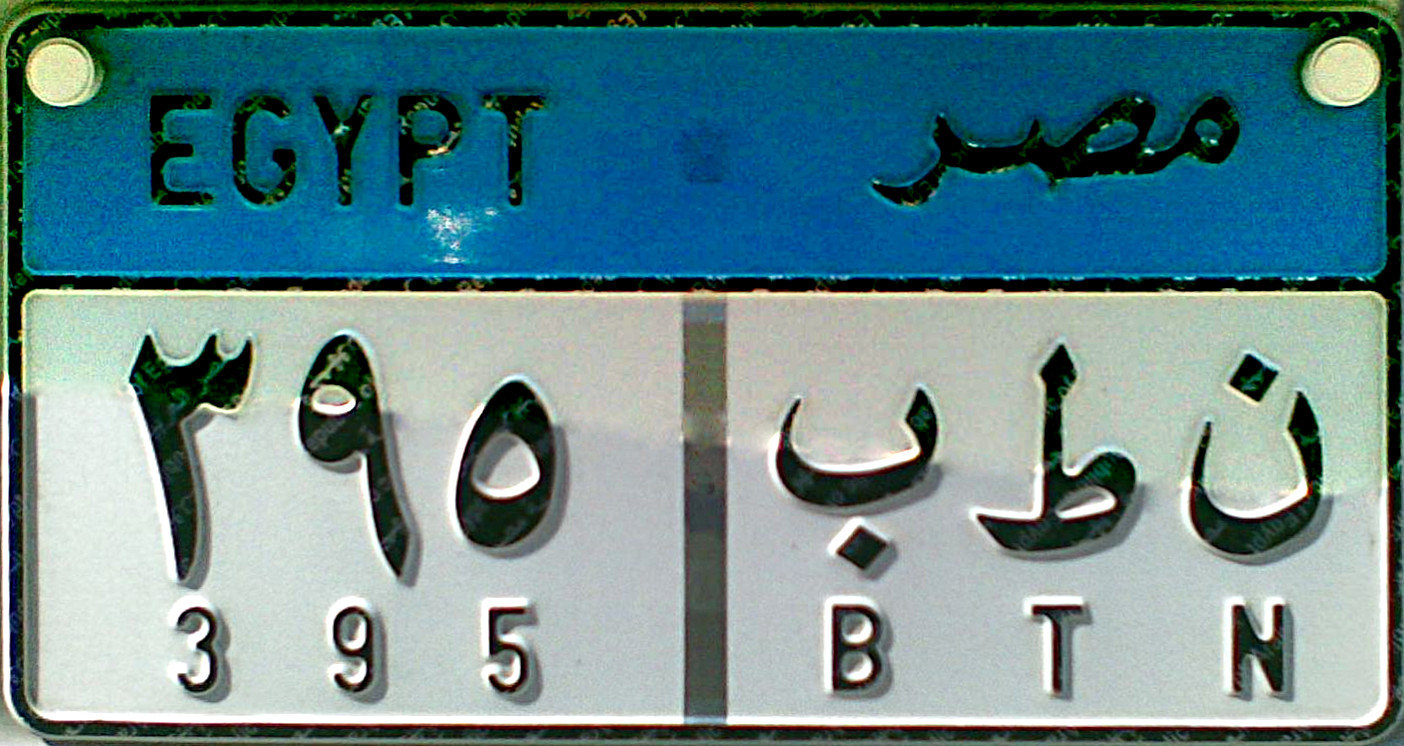
لوحة سيارة ملاكي القاهرة.

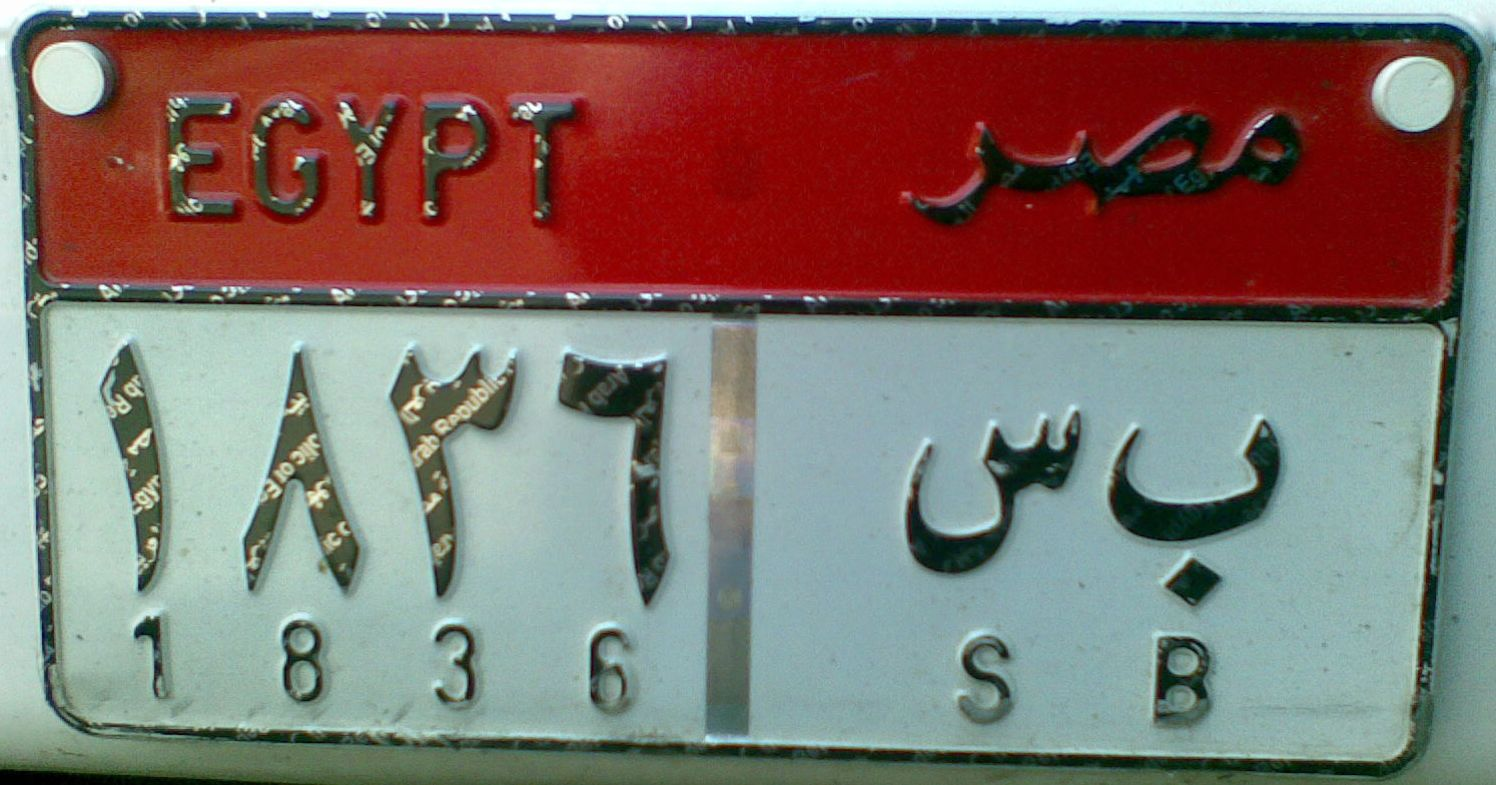
لوحة سيارة نقل الجيزة.

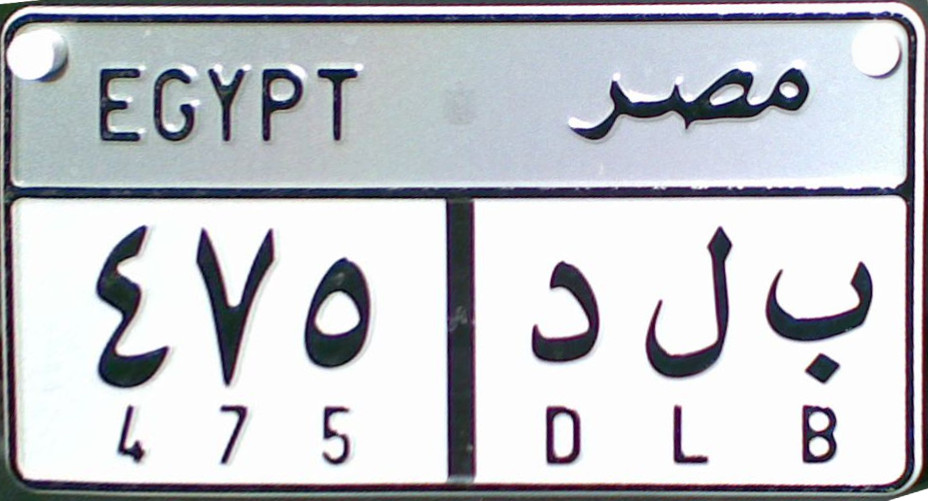
لوحة حافلة نقل عام.

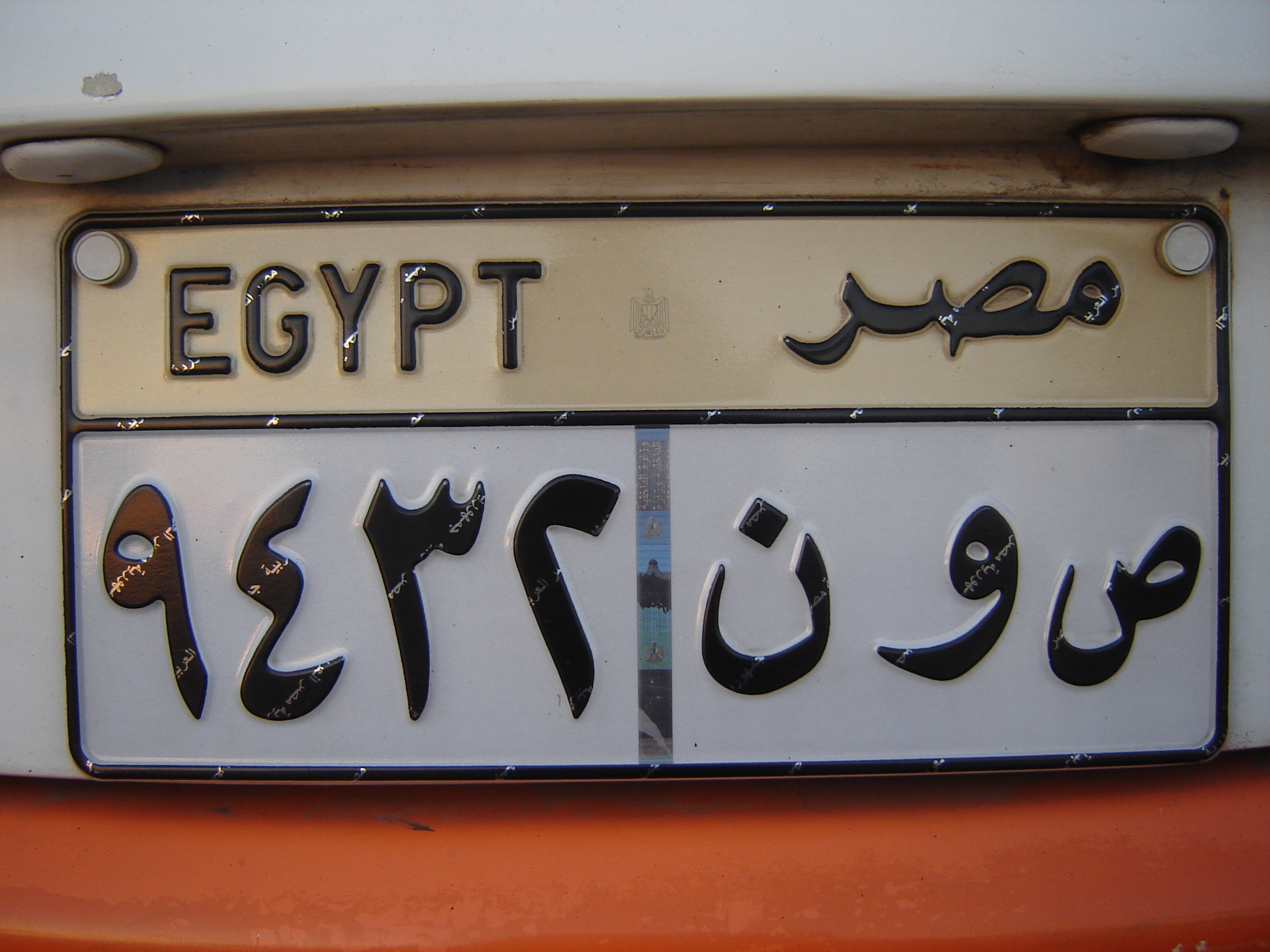
لوحة حافلة سياحية.

لوحات تسجيل المركبات المصرية، هي لوحات معدنية تستخدم لأغراض تحديد الهوية الرسمية للمركبات في مصر. 

## الشكل

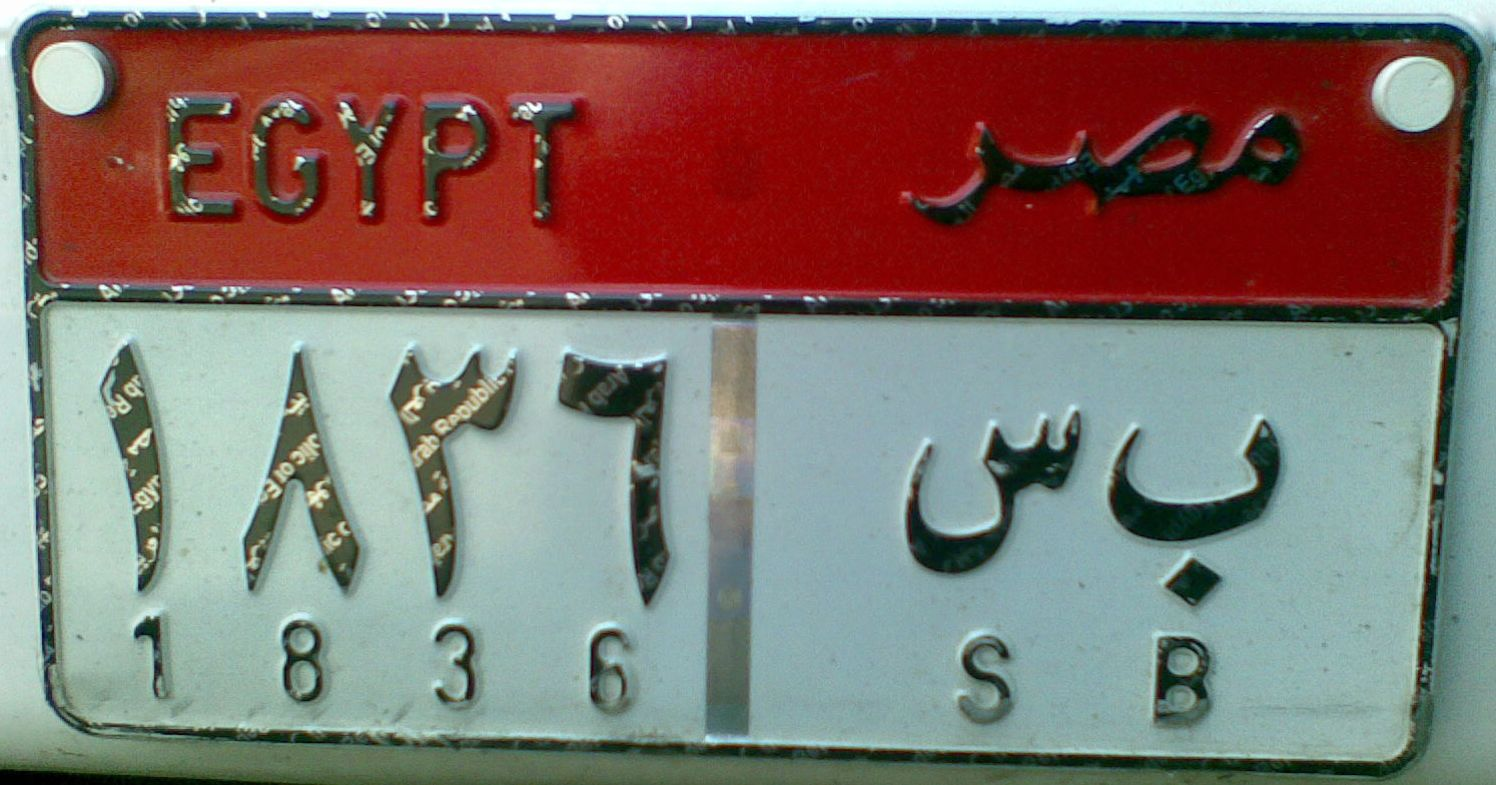
لوحة شاحنة باللون الأحمر. (الجيزة).

تحتوي تلك اللوحات على العديد من الرموز مثل اللون كالأزرق للسيارات اخاصة، واللون الأحمر للنقل، والبرتقالي للأجرة، وكذلك الأرقام والحروف فهي تعني شفرة خاصة بالمرور. حيث إن هذه الأحرف هي حرف للمحافظة المقيم لها صاحب العربة، وآخر للوحدة المرورية التي تتبعها السيارة، وثالث للتسجيل.
أما بالنسبة لنوع نشاط السيارة والذي كان يدون علي اللوحات المعدنية القديمة مثل «أجرة - ملاكي - نقل - هيئة دبلوماسية - شرطة- أتوبيس خاص أو عام- رحلات - جرار زراعي» فقد ألغيت تماما في اللوحات المعدنية الجديدة واكتفت الإدارة العامة للمرور بكتابة كلمة «مصر» باللغة العربية بشكل دائم على اللوحة.

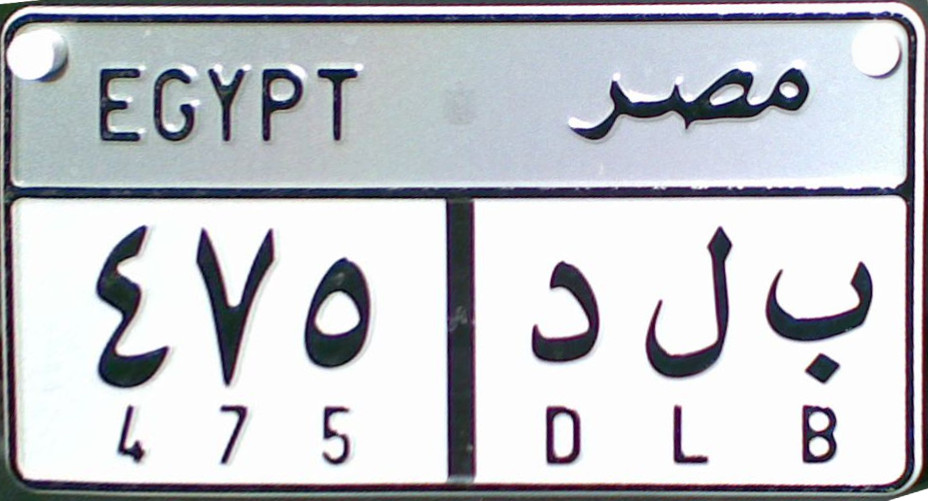
لوحة تسجيل حافلة باللون الرمادي.

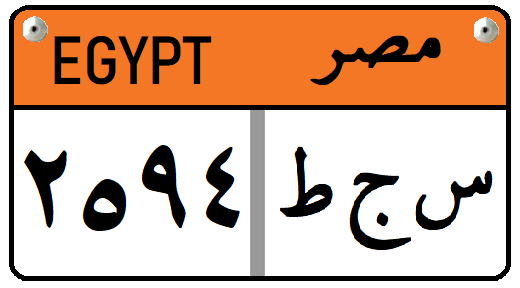
لوحة تسجيل سيارات الأجرة

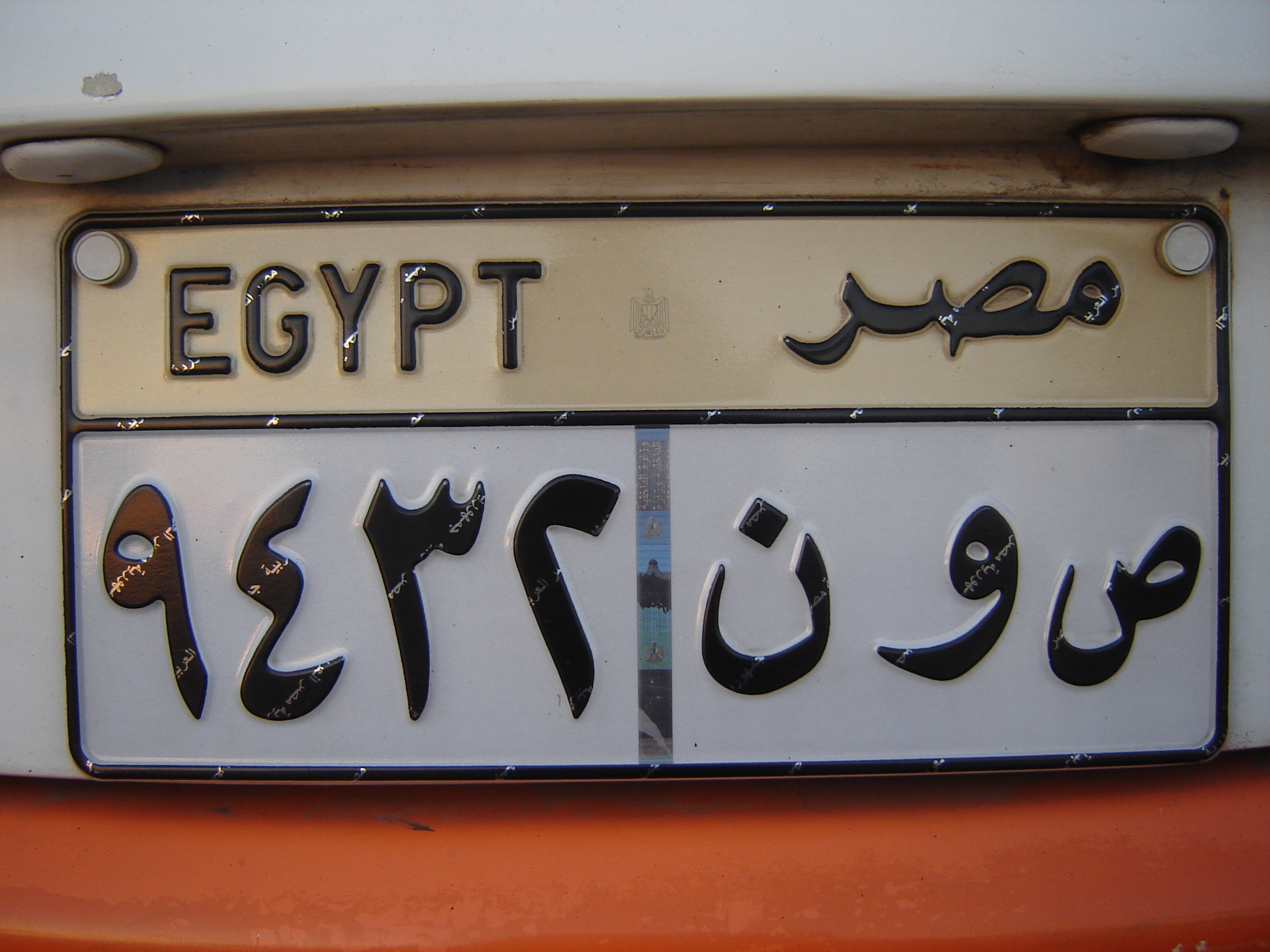
لوحة تسجيل حافلة سياحية باللون البيج، وبدون حروف لاتينية.

| 000-xxx  | القاهرة |
| 0000-xx  | الجيزة  |
| 0000-xxx | أخرى    |

| الحرف العربي | الحرف اللاتيني |
| ------------ | -------------- |
| أ            | A              |
| ب            | B              |
| ج            | G              |
| د            | D              |
| ر            | R              |
| س            | S              |
| ص            | C              |
| ط            | T              |
| ع            | E              |
| ف            | F              |
| ق            | K              |
| ل            | L              |
| م            | M              |
| ن            | N              |
| هـ           | H              |
| و            | W              |
| ی            | Y              |

### القاهرة
لوحاتها المعدنية يدون عليها ثلاثة أحرف وثلاثة أرقام لا تتقيد بأحرف معينة، حيث يمكن لمسؤولي الإدارة العامة للمرور اختيار الأرقام والحروف التي يفيدونا بشرط عدم التكرار.

### الجيزة
فقد اكتفت إدارة المرور بتدوين حرفين فقط مع أربعة أرقام ولا تتقيد الإدارة أيضًا بأحرف معينة عند اختيار الحرفين، ذلك علي عكس ما يتم في باقي المحافظات التي تتكون لوحاتها المعدنية من ثلاثة أحرف وأربعة أرقام، لكن البعض منها مقيد بحرف معين يكون كودًا للمحافظة وهناك ما يبدأ بحرفين.
حيث تبدأ أحرف محافظة الإسكندرية بحرف «س» والشرقية «ر» والدقهلية «د» والبحيرة «ب» والغربية «ع» والمنوفية «م» والقليوبية «ق» وكفر الشيخ «ل» والفيوم «ف» وبني سويف «و» والمنيا «ن» وأسيوط «ي» وسوهاج «هـ»،

### القناة والبحر الأحمر وشمال وجنوب سيناء
فقد وحدت الإدارة العامة للمرور حرفها الأول علي أن يكون «ط»، بحيث يكون الحرف الثاني دالاً علي المحافظة التابع لها السيارة أما الحرف الثالث فيكون لإدارة المرور الحرية الكاملة في اختياره.
فمثلا محافظة بورسعيد حرفها الأول «ط» والحرف الدال عليها «ع» والسويس «ط س» والإسماعيلية «ط ص» ودمياط «ط د» والبحر الأحمر «ط ر» وشمال سيناء «ط أ» وجنوب سيناء «ط ج».

### الوادي الجديد ومطروح
فقد اختارت لهما إدارة المرور حرف «ج» لتبدأ به لوحات المحافظتين مع التغيير في الحرف الثاني كود المحافظة فمحافظة الوادي الجديد «ج ب» ومطروح «ج هـ»
كما وحدت إدارة المرور الحرف الأول بثلاث محافظات بالوجه القبلي وهي
«قنا والأقصر وأسوان» لتبدأ جميعها بحرف «ص» أما الحرف الثاني فيكون في قنا «أ» والأقصر «ق» وأسوان «و» والحرف الثالث تختاره إدارة المرور بطريقة تمنع تكراره.

## الحجم
لوحات التسجيل القياسية بأبعاد 17x35 سم.

## التصميم
- المركبات الخاصة: الأزرق الفاتح
- سيارات الأجرة: البرتقالي
- الشاحنات: الأحمر
- الحافلات: الرمادي

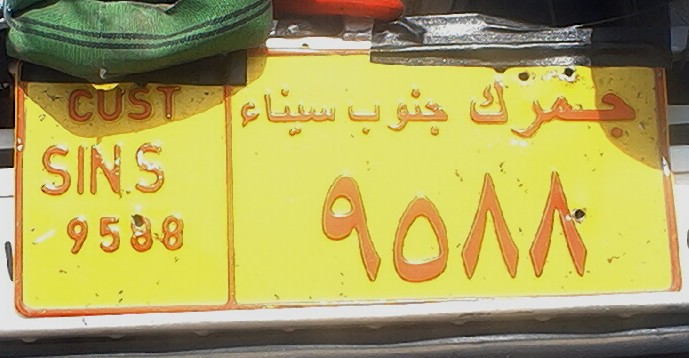
لوحة تسجيل مركبة في جنوب سيناء (2004).

- الليموزين والحافلات السياحية: البيج
- المركبات الدبلوماسية: الأخضر
- المركبات غير مدفوعة الجمارك: الأصفر.
- مركبات الشرطة: الأزرق الداكن.
- مركبات تحت الطلب:[3] الأسود.

## اللوحات القديمة
- الأجرة: البرتقالي
- الشاحنات: الأحمر
- المركبات الحكومية، ومن بينها الشرطة: الأزرق، وأحياناً بشريط أبيض.
- الحافلات العامة: رمادي
- المركبات غير مدفوعة الجمارك: الأصفر

|             |       |        |       |
| أوائل ع2000 | ع1990 | ع1980s | ع1970 |